# Tauno Luiro
Tauno Johannes Luiro (ur. 24 lutego 1932 w Rovaniemi, zm. 29 października 1955 w Muurola) – fiński skoczek narciarski, uczestnik Zimowych Igrzysk Olimpijskich 1952, rekordzista świata w długości skoku narciarskiego w latach 1951–1961.
2 marca 1951 skoczył 139 metrów na skoczni w Oberstdorfie i tym samym poprawił ówczesny rekord świata w długości lotu narciarskiego Dana Netzella. Rekord poprawił dziesięć lat później Jože Šlibar (141 m). Jednocześnie Luiro został pierwszym Finem, który oddał skok ponadstumetrowy i pierwszym fińskim rekordzistą świata.
W 1952 wystartował w konkursie skoków w ramach igrzysk w Oslo. Po pierwszej serii konkursowej plasował się na 30. miejscu, wspólnie z Hiroshi Yoshizawą i Tatsuo Watanabe. W drugiej serii uzyskał 64 metry, co było szóstą odległością serii i dziewiątym rezultatem punktowym. Pozwoliło to Finowi awansować w klasyfikacji konkursu na 18. miejsce, ex aequo z amerykańskim skoczkiem, Artem Toklem.
Był wujem Tauno Käyhkö – fińskiego, a później kanadyjskiego skoczka narciarskiego, olimpijczyka w 1972 i 1980 oraz bratem Erkki Luiro – fińskiego dwuboisty klasycznego, olimpijczyka w 1964. Tauno Luiro był cukrzykiem. W październiku 1955, w wieku 23 lat, zmarł na gruźlicę.

## Osiągnięcia

### Igrzyska olimpijskie
| Miejsce | Dzień     | Rok  | Miejscowość | Skocznia         | Punkt K | Konkurs  | Skok 1 | Nota 1   | Skok 2 | Nota 2    | Nota łączna | Strata   | Zwycięzca        |
| ------- | --------- | ---- | ----------- | ---------------- | ------- | -------- | ------ | -------- | ------ | --------- | ----------- | -------- | ---------------- |
| 18.     | 24 lutego | 1952 | Oslo        | Holmenkollbakken | K-72    | indywid. | 60,5 m | 95,0 pkt | 64,0 m | 104,5 pkt | 199,5 pkt   | 26,5 pkt | Arnfinn Bergmann |